# Звезден прах
 Тази статия е за романа на Нийл Геймън.  За филмовата адаптация вижте Звезден прах (филм).  
Звезден прах (на английски: Stardust) e фентъзи роман от 1998 г. на британския писател Нийл Геймън.
През 2007 г. излиза едноименната филмова адаптация на режисьора Матю Вон.

## Звезден прах на български език
- 2007 - Издателство: „Бард“. Превод: Росица Панайотова. (ISBN 9545858277)[1]